# 天下の道

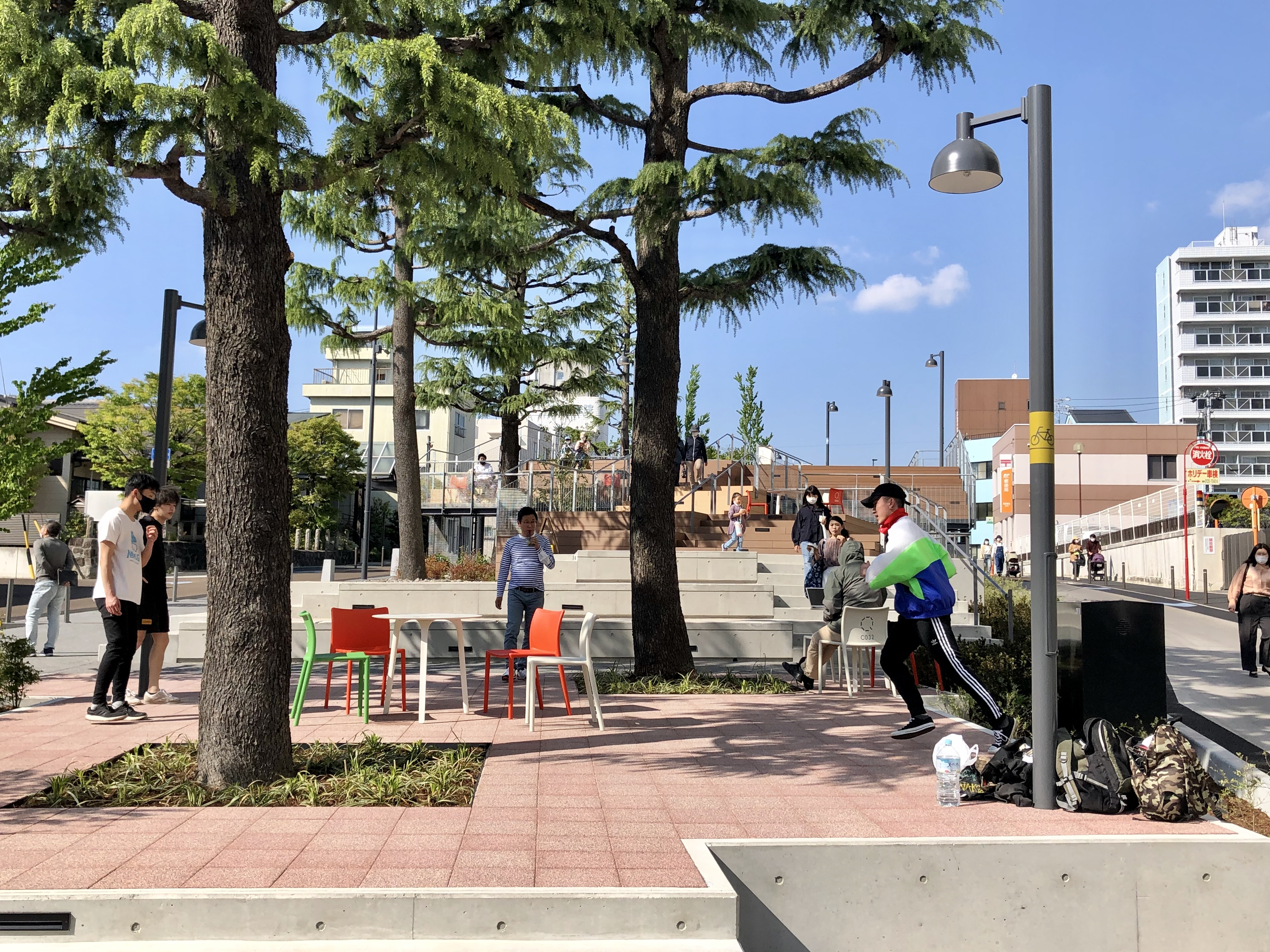
天下の道（中央緑道）

天下の道（てんかのみち）は、桜城橋と籠田公園を繋ぐ愛知県岡崎市にある道のこと。

## 概要
もともと中央緑道と呼ばれていた。内田康宏肝入りのQURUWA戦略のウォーカブルマネジメントにより、2021年（令和3年）3月20日に開通した（2020年（令和2年）岡崎市長選で内田は敗退）。命名者は岡崎市立甲山中学校の生徒。天下を取った徳川家康に因んでいる。長さは約300Mであり、滞在者がくつろげる空間となっている。徳川四天王の本多忠勝、酒井忠次、榊原康政、井伊直政の石像が置かれており、QRコードを読み取ると声優櫻井孝宏による音声ガイドを聞くことができる。